# Танатоценоз

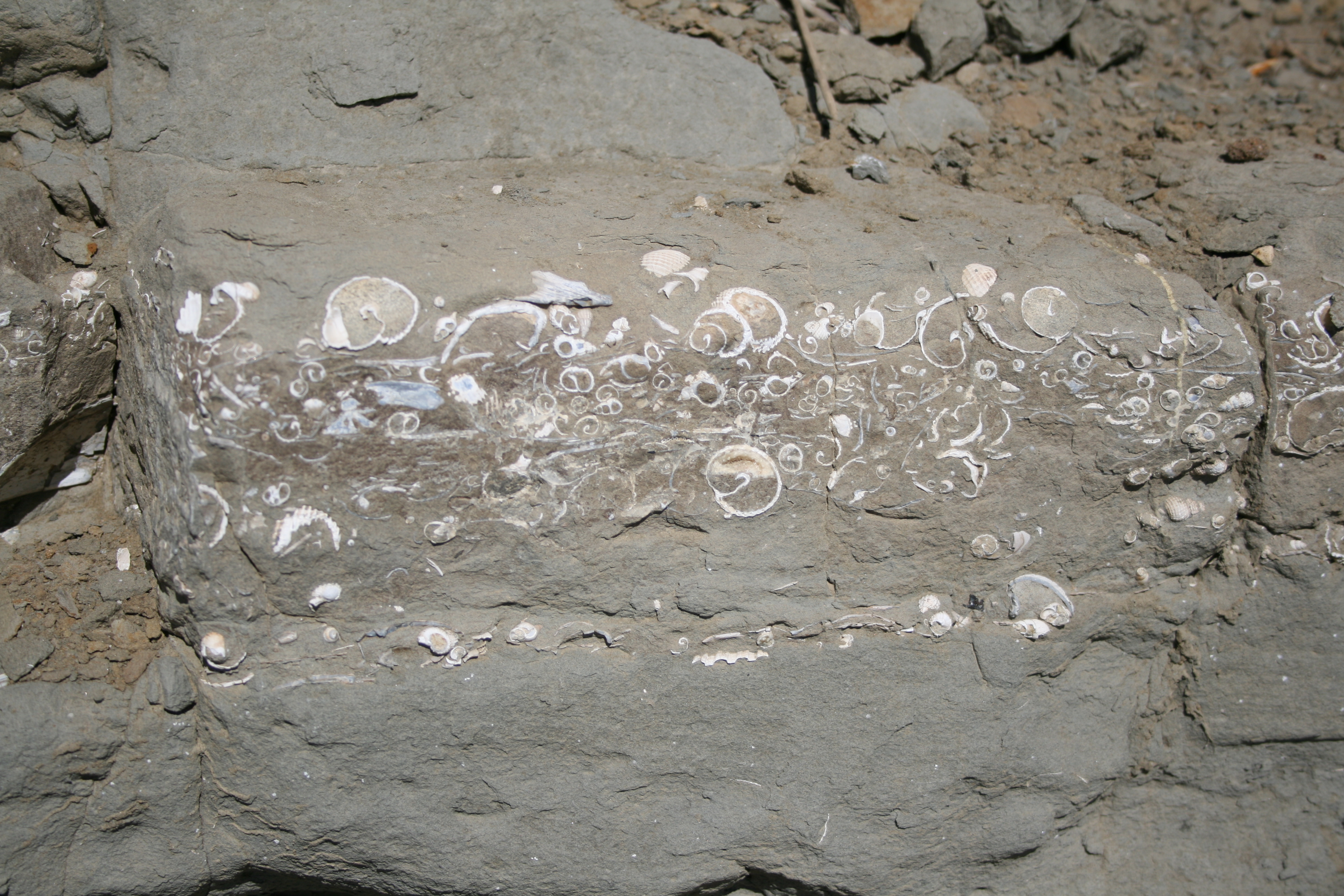
Окаменелый слой в калифорнийском заповеднике Ано-Нуэво-Стейт, где представлено скопление окаменелостей.

Танатоценоз (др.-греч. θάνατος — смерть и др.-греч. κοινός — общий) — окаменелости, включённые в единый слой. Такой слой можно назвать «мёртвым скоплением». Танатоценоз представляет собой совокупность окаменелостей различных организмов, которые при жизни могли не находиться в одном месте и принадлежать разным экосистемам. Формирование такого скопления происходит за счёт различных природных процессов: например, морские окаменелости могут быть перенесены течением, а кости различных животных — собраны хищниками. Слой, содержащий элементы танатоценоза, может внести неопределённость в историю своей фауны под воздействием более поздних внешних факторов, например, деятельность роющей микрофауны или стратиграфические нарушения, вызванные антропогенной деятельностью.
Термин отличается от понятия «биоценоз», который характеризует совокупность организмов, взаимодействующих и сосуществующих в одной среде обитания в течение жизни. Биоценоз может стать танатоценозом в том случае, если достаточно нарушен, чтобы его мёртвая/окаменелая материя рассеялась. Мёртвое сообщество/танатоценоз развивается в результате множества тафономических процессов (процессы, связанные с различными способами погребения, разложения и сохранения организмов), большинство из которых разделяют на две группы: биостратономия и диагенез. Сами танатоценозы тоже подразделяются на две категории: автохтонные и аллохтонные. 
Мёртвые скопления и танатоценозы могут дать представление о процессе ранней стадии фоссилизации, а также пролить свет на виды из данной экосистемы. Изучение тафономии может помочь в дальнейшем понимании экологического прошлого видов и присутствия их окаменелостей, если использовать её в сочетании с исследованием мёртвых скоплений в современных экосистемах.

## История
Термин «танатоценоз» ввёл Эрик Уасмунд в 1926 году, и он был первым, кто определил сходства и различия между этими мёртвыми сообществами и биоценозами. Из-за путаницы между некоторыми различиями между ними двумя другой исследователь — Хорст Бёгер — классифицировал их подробнее в 1970 году. По аналогии с термином «биотоп», который описывает биоценоз, в соответствующую литературу был введён и использован термин «танатоп». Уасмунд предположил, что термины «танатоп» и «биотоп» соответствуют друг другу, поскольку мёртвое сообщество автохтонно, но впоследствии это утверждение отвергли, основываясь на различиях в факторах формирования, связанных с обоими терминами.